# Maurice Cornforth
Maurice Campbell Cornforth (Willesden, Middlesex, 28 ottobre 1909 – Islington, 31 dicembre 1980) è stato un filosofo e scrittore marxista britannico.

## Biografia
Nato il 28 ottobre 1909 a Willesden, Middlesex. I suoi genitori erano Luke Wiseman Cornforth e Violet Sophia.
Ha studiato alla University College School di Londra, laureandosi nel 1925. Durante gli studi incontra Stephen Spender, che diventa suo stretto amico.
Si è laureato presso l'University College London, Università di Londra, nel 1929.
Nel 1931 si è laureato alla Trinity College dell'Università di Cambridge, dove è stato l'unico studente a specializzarsi in logica; i suoi insegnanti sono stati Richard Beaven Braithwaite, Ludwig Wittgenstein e George Edward Moore. Nello stesso anno vinse una borsa di studio triennale per la ricerca alla Trinity College.
Nell'estate del 1931 aderì al Partito Comunista di Gran Bretagna, fondando assieme a compagni di studi come David Guest, a Cambridge la sua organizzazione primaria. A settembre sposò una compagna di studi di Cambridge, Kitty Klugmann (morta nel 1965), sorella di James.
Dal 1933/34 al 1946 membro del comitato distrettuale del CPGB in Est dell'Inghilterra, dal 1946 al 1950 vicedirettore della rivista Soviet News.
Dichiarato medicalmente non idoneo al servizio militare durante la Seconda Guerra Mondiale, lavorò come bracciante agricolo.
Pubblicò la sua prima opera, Science Versus Idealism (La scienza contro l'idealismo), nel 1946. Nel 1950 fu nominato amministratore delegato e direttore editoriale di Lawrence & Wishart, carica che mantenne fino al 1975, periodo durante il quale fu responsabile della pubblicazione delle opere raccolte, Collected Works di Karl Marx e Friedrich Engels.
Come nota V. N. Sadovskij, Cornforth era «molto popolare nella filosofia marxista ufficiale dell'Unione Sovietica negli anni 1950-70»
Cornforth morì a 71 anni ad Islington, Londra, nel 1980, lasciando vedova Kathleen Elliott, la sua seconda moglie.

### Attività scientifica
Attivo propagandista del materialismo dialettico. Nelle sue opere Cornforth critica il neopositivismo (positivismo logico, filosofia dell'analisi linguistica), si oppone alle teorie anticomuniste.
Quando Cornforth iniziò la sua carriera filosofica, all'inizio degli anni Trenta, era un seguace di Ludwig Wittgenstein, che scriveva nello stile allora corrente della filosofia analitica, in seguito divenne uno dei principali ideologi del Partito Comunista di Gran Bretagna.
Pubblicò la sua prima opera, Science Versus Idealism (La scienza contro l'idealismo), nel 1946.
Nel In Defense of Philosophy (In difesa della filosofia - Contro il positivismo e il pragmatismo) attacca le filosofie empiriste di vario tipo, come quelle di Rudolf Carnap (analisi linguistica) e William James (pragmatismo), con la motivazione materialista che esse separano la scienza e l'indagine scientifica dalla ricerca di una comprensione più vera dell'universo realmente esistente. In questo libro c'è una combinazione di marxismo con profonde intuizioni sulle interrelazioni delle varie scienze e sugli enigmi filosofici prodotti dal tentativo empirista di ridurre la scienza alla raccolta e alla correlazione di dati. Entrambe le intuizioni si basano sulla teoria del primato del lavoro fisico e degli strumenti nello sviluppo di tratti specificamente umani come il linguaggio, il pensiero astratto e l'organizzazione sociale, e sul ruolo essenziale del mondo esterno nello sviluppo sempre più complesso delle forme di vita.
Critica le teorie estetiche del suo collega di partito Christopher Caudwell.
L'opera in più volumi Dialectical Materialism (Materialismo dialettico) di Cornforth è stata pubblicata originariamente nel 1953 dalla International Publishers. La prima edizione statunitense dell'opera è stata stampata nel 1971. Il testo trae origine dalle conferenze per le quali Cornforth ricevette un finanziamento dal Comitato Distrettuale di Londra del Partito Comunista di Gran Bretagna nel 1950.
Il primo volume, Materialism and the Dialectical Method (Il materialismo e il metodo dialettico), fornisce una buona introduzione a diversi importanti principi sociologici: idealismo, metafisica, materialismo, materialismo meccanicistico e materialismo dialettico, oltre alla filosofia marxista. Il secondo volume di questo testo si intitola Historical Materialism (Materialismo storico), mentre il terzo volume è Theory of Knowledge (La teoria della conoscenza). In italiano non è mai stata tradotta nessuna delle opere di Cornforth.

## Opere
- Food and Farming for Victory, Communist Party Pamphlet (1942)
- Science Versus Idealism: An Examination of "Pure Empiricism" and Modern Logic (1946)
- Dialectical Materialism and Science (1949)
- In Defense of Philosophy - Against Positivism and Pragmatism (1950)
- Science for Peace and Socialism (c.1950) assieme a J. D. Bernal
- Dialectical Materialism (1952) Vol 1: Materialism & the Dialectical Method, Vol 2: Historical Materialism, Vol 3: Theory of Knowledge, ed edizioni successive
- Readers' Guide to the Marxist Classics (1952)
- Rumanian Summer: A View of the Rumanian People's Republic (1953) con Jack Lindsay
- Philosophy for Socialists (1959)
- Marxism and the Linguistic Philosophy (1965)
- The Open Philosophy and the Open Society: A Reply to Dr. Karl Popper's Refutations of Marxism (1968), Internet Archive
- Communism and Human Values (1972)
- Rebels and Their Causes: Essays in honour of A. L. Morton (1978) editor
- Communism & Philosophy: Contemporary Dogmas and Revisions of Marxism (1980)